# カノン (美術)

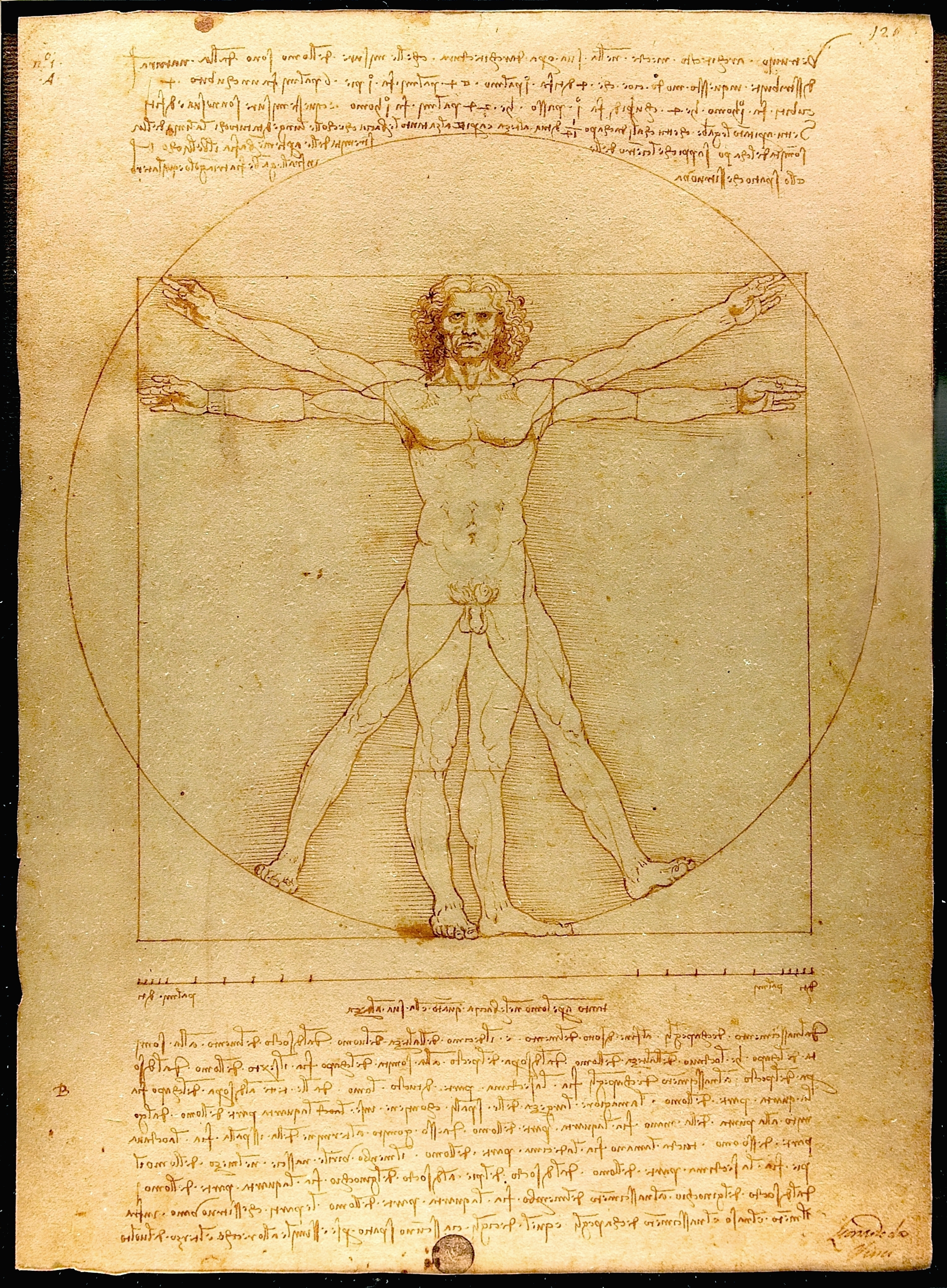
ウィトルウィウス的人体図
ヴェネツィア・アカデミア美術館蔵
Leonardo da Vinci draws the human body

カノンは、美術においては古代ギリシアの古典期を、人体表現においては各部分の合体に対する、または各部分相互の比率を意味した。また、宗教のカノン（聖典）の意味に準じ、様々なものがカノンと呼ばれている。
紀元前5世紀の彫刻家ポリュクレイトスは『カノン』を著し、人体の理想的比率を理論的に追求した。この書物は、わずかな断片のみが今日まで伝わっている。ポリュクレイトスは実際の彫刻においても実践し、「槍を持つ人（ドリュフォロス）」がこの理論を具現化したものとして、当時の人々はこの彫刻をも「カノン」と呼んだ。こちらも、今日ではローマ時代の模刻のみが伝わるだけで、その理論の詳細は明らかでない。
ローマ時代の建築家ウィトルウィウスは、カノンをレグラ regula（regular の語源）とラテン語に訳し、人体の理想的比率を建築の原理に応用することを試みた。
この理論は主にウィトルウィウスの書物を通じて西洋中世にも伝えられたが、再び大きな脚光を浴びたのは、ルネサンス期においてである。ルネサンスの芸術家は競って人体の理想的状態を研究したが、レオナルド・ダ・ヴィンチが描いた『ウィトルウィウス的人体図』が、その絶好の例として挙げられよう。デューラーもまた、人体の理想的比率の研究に深くのめりこんだが、ミケランジェロがこれを揶揄した逸話はよく知られている。